# Sebastian Dahm
Sebastian Dahm (* 28. Februar 1987 in Kopenhagen) ist ein dänisch-deutscher Eishockeytorwart, der seit August 2020 beim EC KAC in der österreichischen Eishockey-Liga unter Vertrag steht. Zuvor spielte er unter anderem bereits für die Graz 99ers sowie für die Iserlohn Roosters und Eisbären Berlin in der Deutschen Eishockey Liga. 

## Karriere
Sebastian Dahm begann seine Karriere als Eishockeyspieler in seiner dänischen Heimat in der Nachwuchsabteilung von Rødovre SIK, in der er bis etwa 2003 aktiv war. Anschließend spielte der Torwart zwei Jahre lang für die U18- bzw. U20-Junioren des schwedischen Erstligisten Malmö Redhawks. Von 2005 bis 2008 stand er für die Belleville Bulls, die ihn beim CHL Import Draft 2005 als insgesamt 49. Spieler in der ersten Runde ausgewählt hatten, Sarnia Sting, Sudbury Wolves und Niagara IceDogs in der kanadischen Juniorenliga Ontario Hockey League zwischen den Pfosten. Für die Saison 2008/09 erhielt er einen Vertrag bei den Syracuse Crunch aus der American Hockey League, für die er in seinem Rookiejahr 24 Mal auf dem Eis stand. Zudem absolvierte der Däne fünf Spiele für die Johnstown Chiefs aus der ECHL. Die Saison 2009/10 begann er bei den Alaska Aces in der ECHL, verbrachte einen Großteil der Spielzeit jedoch als Leihspieler bei den Bloomington PrairieThunder in der International Hockey League.
Nachdem Bloomington im Sommer 2010 nach Auflösung der IHL in die Central Hockey League aufgenommen worden war, blieb er ohne Einsatz und kehrte daher im Dezember 2010 nach Dänemark zurück. Dort stand er in zwei Spielen für die Rødovre Mighty Bulls in der AL-Bank Ligaen auf, ehe er Mitte des Monats zu EfB Ishockey wechselte, bei dem er bis Saisonende regelmäßig in der höchsten dänischen Spielklasse zum Einsatz kam. Zur Saison 2011/12 kehrte er zu den Rødovre Mighty Bulls zurück.
Von 2015 bis 2017 stand Dahm bei den Graz 99ers in der Erste Bank Eishockey Liga unter Vertrag. Zur Saison 2017/18 wechselte er zu den Iserlohn Roosters in die Deutsche Eishockey Liga, wo er mit starken Leistungen überzeugte, sodass sein Vertrag vorzeitig um eine weitere Saison verlängert wurde. In der Saison 2019/20 spielt Dahm bei den Eisbären Berlin in der DEL.
Im August 2020 nahm ihn der EC KAC aus der österreichischen Eishockey-Liga unter Vertrag. Mit einer Fangquote von 93,1 Prozent war er in seiner ersten Saison in Klagenfurt der statistisch gesehen beste Stammgoalie der Liga. Zum Abschluss der Hauptrunde wurde er als Most Valuable Player der Liga mit der Ron Kennedy Trophy ausgezeichnet. Am Ende der Playoffs konnte er mit seinem neuen Team dann auch die Meisterschaft feiern. Nach zwei Vertragsverlängerungen stand er in der Saison 2023/24 mit einer Fangquote von 93,2 Prozent und einem Gegentorschnitt von 1,65 abermals an der Spitze des ligaweiten Torhüter-Rankings.

### International

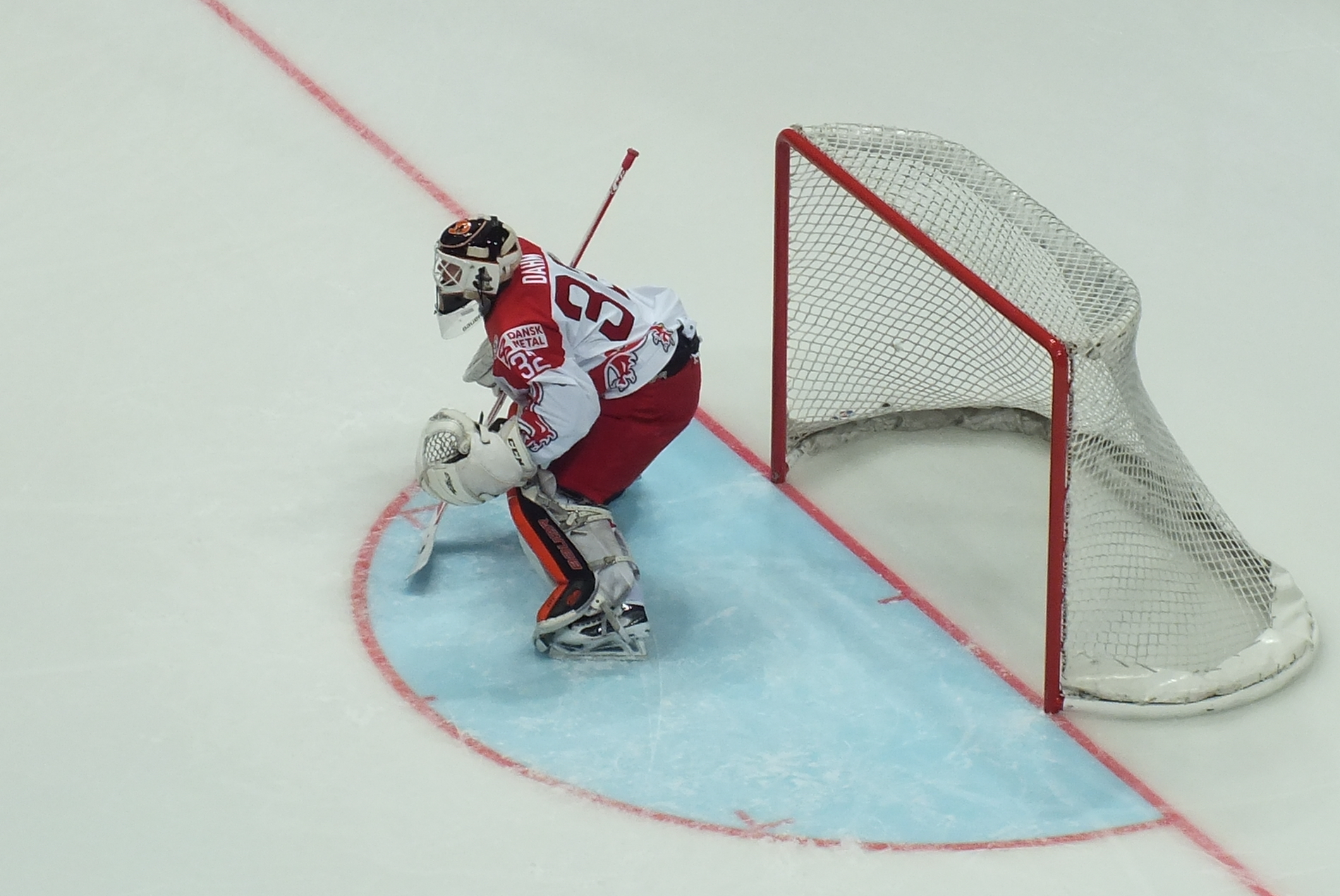
Sebastian Dahm im Trikot der dänischen Nationalmannschaft bei der Weltmeisterschaft 2016.

Für Dänemark nahm Dahm im Juniorenbereich an der U18-Junioren-Weltmeisterschaft der Division I 2003 und den U18-Junioren-Weltmeisterschaften der Top-Division 2004 und 2005 sowie den U20-Junioren-Weltmeisterschaften der Division I 2004, 2005 und 2007 teil.
Im Seniorenbereich stand er erstmals bei der Weltmeisterschaft 2009 im Aufgebot. Zwischen 2013 und 2022 wurde er – mit Ausnahme der Saison 2019/20 – jährlich für das WM-Turnier nominiert, wobei er 2013 und 2014 nicht zum Einsatz. Bei der Weltmeisterschaft 2016 führte er sein Team als Stammtorhüter mit einer Fangquote von 93,6 Prozent erstmals seit 2010 ins Viertelfinale. 
Zudem vertrat er seine Farben bei der Qualifikation für die Olympischen Winterspiele 2018. 2022 trug er dazu bei, dass sich Dänemarks Eishockeynationalmannschaft erstmals überhaupt für Olympische Winterspiele qualifizieren konnte. Beim olympischen Turnier in Peking bestritt er vier der fünf Partien, die Dänemark bis ins Viertelfinale führten.

## Persönliches
Dahm besitzt sowohl die dänische als auch die deutsche Staatsbürgerschaft; seine Großmutter ist Deutsche. Sein Vater Kim Andersen war ebenfalls professioneller Eishockeyspieler, der in den 1980er Jahren mehrfach dänischer Meister wurde und für die Nationalmannschaft auflief.

## Erfolge und Auszeichnungen
- 2006 OHL Second All-Rookie Team
- 2015 Beste Fangquote der Metal Ligaen
- 2016 Beste Fangquote der Österreichischen Eishockey-Liga
- 2017 Beste Fangquote der Österreichischen Eishockey-Liga
- 2021 Ron Kennedy Trophy
- 2021 Beste Fangquote der Österreichischen Eishockey-Liga
- 2021 Bester Gegentorschnitt in der Österreichischen Eishockey-Liga
- 2021 Beste Fangquote in den Playoffs der Österreichischen Eishockey-Liga
- 2021 Österreichischer Meister mit dem EC KAC
- 2024 Beste Fangquote in der Österreichischen Eishockey-Liga
- 2024 Bester Gegentorschnitt in der Österreichischen Eishockey-Liga

### International
- 2003 Aufstieg in die Top-Division bei der U18-Junioren-Weltmeisterschaft der Division I, Gruppe A
- 2004 Silbermedaille bei der U20-Junioren-Weltmeisterschaft der Division I, Gruppe A
- 2005 Bronzemedaille bei der U20-Junioren-Weltmeisterschaft der Division I, Gruppe B
- 2007 Aufstieg in die Top-Division bei der U20-Junioren-Weltmeisterschaft der Division I, Gruppe A

## Karrierestatistik
Stand: Ende der Saison 2023/24

### International
Vertrat Dänemark bei:
| - U18-Junioren-Weltmeisterschaft der Division I 2003 - U18-Junioren-Weltmeisterschaft 2004 - U20-Junioren-Weltmeisterschaft der Division I 2004 - U18-Junioren-Weltmeisterschaft 2005 - U20-Junioren-Weltmeisterschaft der Division I 2005 - U20-Junioren-Weltmeisterschaft der Division I 2007 - Weltmeisterschaft 2009 - Weltmeisterschaft 2013 - Weltmeisterschaft 2014 - Weltmeisterschaft 2015 | - Weltmeisterschaft 2016 - Weltmeisterschaft 2017 - Qualifikation für die Olympischen Winterspiele 2018 - Weltmeisterschaft 2018 - Weltmeisterschaft 2019 - Weltmeisterschaft 2021 - Qualifikation für die Olympischen Winterspiele 2022 - Olympische Winterspiele 2022 - Weltmeisterschaft 2022 |

(Legende zur Torhüterstatistik: GP oder Sp = Spiele insgesamt; W oder S = Siege; L oder N = Niederlagen; T oder U oder OT = Unentschieden oder Overtime- bzw. Shootout-Niederlage; Min. = Minuten; SOG oder SaT = Schüsse aufs Tor; GA oder GT = Gegentore; SO = Shutouts; GAA oder GTS = Gegentorschnitt; Sv% oder SVS% = Fangquote; EN = Empty Net Goal; 1 Play-downs/Relegation; Kursiv: Statistik nicht vollständig)